# آنالیز گرد و غبار سطحی
آنالیز گرد و غبار سطحی (انگلیسی: Surface Dust Analyser) یا (SUDA) یک روش طیف‌سنجی جرمی زمان پرواز از نوع بازتابنده است که از یونیزاسیون ضربه استفاده می‌کند و برای وضوح جرم بالا بهینه شده است. این ابزار در می ۲۰۱۵ برای پرواز در مأموریت اروپا کلیپر انتخاب شد که برای پرواز در سال ۲۰۲۵  . به قمر مشتری اروپا برنامه‌ریزی شده است.
این ابزار ترکیب ذرات کوچک و جامد پرتاب‌شده از قمر اروپا را اندازه‌گیری می‌کند و فرصتی برای نمونه‌برداری مستقیم از سطح و ستون‌های بالقوه در پروازهای با ارتفاع کم فراهم می‌کند. اقیانوس آب مایع داخلی اروپا به عنوان یکی از مکان‌هایی در منظومه شمسی شناسایی شده است که ممکن است محیط‌های قابل سکونت را برای حیات میکروبی فرازمینی فراهم کند.